# Panilla aroa
Panilla aroa là một loài bướm đêm trong họ Erebidae.